# 詩人
詩人（）とは、詩を書き、それを発表する者。また、それを職業にしている者。

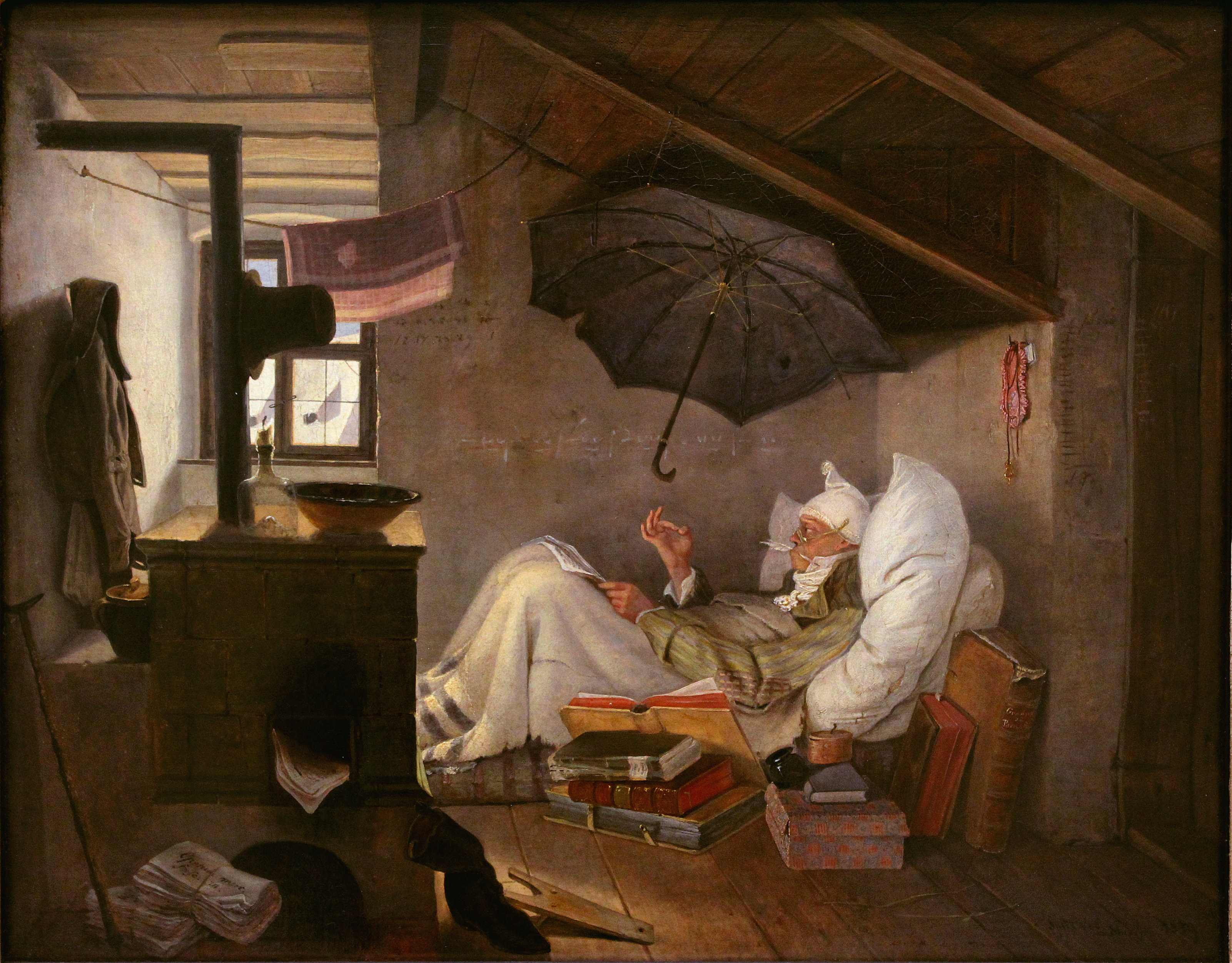
『貧乏詩人』、(画カール・シュピッツヴェーク 1839年）

後者でも詩だけで生活している人はほとんどおらず、多くの場合、評論、随筆、翻訳、小説、音楽、絵画、演劇、漫画、歌の作詞など他の分野の創作活動を並行して行っていたり、あるいは（文学と縁遠い）他の職業を持ったりする。たとえば高村光太郎は彫刻家としても多数の作品を残しているし、草野心平にはバーや居酒屋の経営をしていた時期がある。アルチュール・ランボーは10代に残した業績によって詩人と呼ばれているが、詩作を止めた後は貿易商など他の仕事をした。
ボブ・ディラン、パティ・スミスなど、シンガーソングライターが詩人としても高い評価を得、詩集を出すまでに至る例もある。

詩を書く者以外に対しても「詩人」という言葉が使われることがある。新明解国語辞典第六版（三省堂）にもそのような広義の意味が書かれているし、三好達治は『詩を読む人のために』（至文堂、1952年）の中で「誰かもいったように」と前書きした上で「詩を読み詩を愛する者は既に彼が詩人」であると書いている。
歌の歌詞の作者は一般に作詞家と呼ばれる。また短歌を書く者は歌人、俳句を書く者は俳人と呼ぶ。

## 詩人の例
- 叙事詩作者としてホメーロス、ダンテ・アリギエーリなど。
- 漢詩作者として李白、杜甫など。
- 象徴主義の詩人としてフランスではシャルル・ボードレール、ポール・ヴェルレーヌ、アルチュール・ランボー、ステファヌ・マラルメ、ポール・ヴァレリー、他にアイルランドのウィリアム・バトラー・イェイツ、ドイツのライナー・マリア・リルケなど。
- 戦後日本の詩人として、荒地派の鮎川信夫、田村隆一や金子光晴、吉本隆明、谷川俊太郎など。
- 俳句の作者として、松尾芭蕉、正岡子規
- 短歌の作者として、石川啄木、与謝野晶子、萩原慎一郎など。

詳細は詩人一覧を参照。